# Travis Wester
Pour les articles homonymes, voir Wester.
Travis Wester (né le 8 octobre 1977), est un acteur américain qui a fait ses débuts à la télévision en jouant le rôle d'Austin Sanders dans la série Beverly Hills 90210. Il s'est fait connaître au grand public en interprétant le rôle de Jamie dans le film Eurotrip.

## Biographie
Travis Wester est apparu dans les films suivants : The Paper Brigade (1997), Hefner: Unauthorized, Barstow 2008, Spring Break Lawyer, On the Edge, Teddy Bears' Picnic (2002), Raising Genius (2004), All Souls Day (2005, film de zombis), Stone & Ed, et enfin Kush (2007).
Il a joué dans les séries télévisées suivantes : Le Visiteur, George & Leo, Son of the Beach, Dirt, FreakyLinks, Boston Public, Undressed, Dharma et Greg, Scrubs, Felicity, Septuplets, Six Feet Under, Jake in Progress, Night Stalker : Le Guetteur, DOS : Division des opérations spéciales, One on One, Les Experts, Justified, et plus récemment dans Supernatural.
En 2007, Wester est apparu dans les courts métrages Call Waiting, How To Have A Girl, Profile, Spaghetti, et Key Witness, qui ont été produits par la téléréalité « On the Lot ».
Il est l'un des rôles principaux du « Ghostfacers », le spin-off de la série télévisée Supernatural.
En 2011, Travis a joué dans les comédies ; How to Grow Your Own incarnant le personnage Eli, Zombie Hamlet interprétant Osric Taylor, et enfin God Bless America, dans lequel il joue le rôle d'Ed.